# Łącznik instalacyjny
Łącznik instalacyjny – najprostszy łącznik elektryczny przeznaczony do załączania i wyłączania prądów roboczych w instalacjach niskiego napięcia, np. instalacji oświetlenia. Łączniki takie nie są zabezpieczeniami elektrycznymi.
Umożliwiają czynności łączeniowe w obwodach elektrycznych. W instalacjach używa się łączników do załączania i wyłączania źródeł światła oraz innych odbiorników energii elektrycznej. Na ogół są to łączniki klawiszowe, o dużych łatwych do manipulowania przyciskach klawiszowych, w estetycznych obudowach o kształtach i barwach, które łatwo dopasować do wystroju wnętrz.
Montowane są w puszkach jako łączniki podtynkowe, wtynkowe i natynkowe oraz stosowane na listwach i kanałach instalacyjnych. Budowane najczęściej są na napięcia 250 V i prądy znamionowe 6 A lub rzadziej 10 A. Ze względu na rodzaj mechanizmu powodującego zmianę położenia styków dzieli się je na dźwigniowe, pokrętne i klawiszowe (stosowane najczęściej).
Przy wyłączaniu łącznikiem instalacyjnym prądów roboczych powstaje między jego stykami łuk elektryczny. W zakresie ich prądów znamionowych nie jest konieczne jednak stosowanie komór gaszeniowych. Wystarczające jest stosowanie napędu migowego, który z dużą prędkością, niezależnie od sposobu manipulowania, pozwala zamykać i otwierać styki łącznika.

Schemat podłączenia żarówki z wyłącznikami schodowymi (3-way) i krzyżowym (4-way)

## Łączniki instalacyjne w domowej instalacji elektrycznej
Przycisk dzwonkowy – wyposażony jest w pojedynczy przycisk, dokonuje łączenia w obrębie pojedynczego obwodu, po puszczeniu przycisku sprężyna samoczynnie odbija przycisk powodując rozłączenie.

Łącznik pojedynczy – wyposażony jest w pojedynczy przycisk, dokonuje łączenia w obrębie pojedynczego obwodu, działa na zasadzie przełącznika (sprężyna nie odbija z powrotem po puszczeniu przycisku).

Łącznik dwubiegunowy – wyposażony jest w pojedynczy przycisk, dokonuje łączenia dwóch obwodów, działa na zasadzie przełącznika (sprężyna nie odbija z powrotem po puszczeniu przycisku). Stosowany np. kiedy istnieją 2 obwody pod różnymi napięciami (przykładowo 230 V i 6 V) wymagające wspólnego włączania/wyłączania.

Łącznik świecznikowy – wyposażony w 2 lub więcej przycisków, przeznaczony do żyrandoli (podzielonych na 2 lub więcej stref).

Łącznik schodowy – łącznik (przełącznik) łączony w pary, przełączenie jednego łącznika z pary powoduje zmianę stanu obwodu (otwarty/zamknięty) na stan przeciwny. Stosowany np. na klatkach schodowych (stąd nazwa), korytarzach. Oświetlenie można włączyć na parterze, a po wejściu na górę wyłączyć je drugim łącznikiem.

Łącznik krzyżowy – łącznik ma dwa wejścia i dwa wyjścia, łączy je na wprost lub na przemian. Wstawiany w pomiędzy dwa końcowe łączniki schodowe, aby umożliwić stosowanie instalacji schodowej przy stosowaniu więcej niż dwóch punktów włączania/wyłączania oświetlenia.
Łącznik żaluzjowy – wyposażony w dwa przyciski lub jeden przycisk trójstanowy – pozwala na łączenie w obrębie dwóch oddzielnych obwodów, ale uniemożliwia łączenie ich jednocześnie. Stosowany np. do żaluzji (podnoszenie/opuszczanie).

## Podział łączników w zależności od działania łączników
Łącznik mono-stabilny – po puszczeniu przycisku sprężyna samoczynnie odbija przycisk powodując rozłączenie (np. przycisk dzwonkowy).
Łącznik bistabilny – działa na zasadzie przełącznika, nie ma sprężyny, sprężyna nie odbija z powrotem po puszczeniu przycisku (np. łącznik pojedynczy, łącznik dwubiegunowy).